# معركة خندق سمورة
معركة خندق سمورة (بالإسبانية: Batalla del Foso de Zamora)‏، حدث في 5 أغسطس 939 في مدينة سمورة.  وقعت المعركة عندما هاجمت قوات خليفة قرطبة عبد الرحمن الناصر أسوار مدينة سمورة. كانت القوات المدافعة هي تلك الموالية لراميرو الثاني، ملك ليون . كان القتال داميًا لدرجة أن مجرى المعركة لم يتغير إلا بعد أن امتلأ الخندق المحيط بأسوار المدينة بالجثث.  تمكنت قوات عبد الرحمن من تحقيق النصر في ذلك اليوم، وافتتاح مدينة سمورة.

## خلفية تاريخية
وبمجرد وصول عبد الرحمن إلى السلطة، سارع إلى تأكيد سلطته وجعل هدفه القضاء على المتمردين في الأندلس . كان يريد إعادة النظام الداخلي للأندلس . قرر الذهاب إلى الحدود ومهاجمة المدن التي كانت بمثابة حاجز حماية ضد الأراضي الأستورية/ الليونية إلى الشمال. وكان على هذا الخط الدفاعي حيث واجه سمورة . 

## تداعيات
والنتيجة النهائية هي انتصار قوات عبد الرحمن الثالث الذي فتح مدينة سمورة. ولكنها ظلت بأيدي المسلمين أقل من عام حتى هُزمت قوات عبد الرحمن على يد راميرو الثاني في معركة الخندق بعد أشهر قليلة.